# Nathaniel Bacon (colon)
Pour les articles homonymes, voir Bacon et Nathaniel Bacon.
Nathaniel Bacon, né dans les années 1640, mort le 26 octobre 1676, est un riche colon de la colonie de Virginie, connu comme l'instigateur de la Révolte de Nathaniel Bacon de  1676, qui s'est effondré lorsque Bacon lui-même est mort le 26 octobre de la dysenterie.

## Biographie

### Jeunesse
Lorsqu'il arrive en Virginie, Bacon s'installe à la frontière, près de Jamestown (Virginie) et a été nommé au conseil du Gouverneur William Berkeley. Quelques sources prétendent que la femme de Berkeley, Frances Culpeper, était une cousine de Nathaniel Bacon.

### Controverses
Personne ne connait sa date de naissance précise. Certains disant qu'il est né en 1646 ou 1647 semble faire erreur, leur hypothèse n'étant fondée sur aucune base solide, bien que largement répété dans la littérature postérieure comme dans l'Encyclopædia Britannica. L'édition de 1922 du Dictionary of National Biography ne lui donne pas de date de naissance spécifique.
Dans un document contemporain, on dit que son père était "Thomas Bacon". Sa mère n'étant pas nommée, elle n'est pas, à coup sûr, Elisabeth Brooke (bien que cela soit répété dans beaucoup de livres).